# Rock Master 2017
Rock Master 2017 – międzynarodowe, prestiżowe, elitarne zawody we wspinaczce sportowej organizowane corocznie od 1987 roku we włoskim Arco, które w 2017 roku jako 31 edycja Rock Master odbyła się w dniach od 24 sierpnia do 27 sierpnia.
Zawody wspinaczkowe podczas festiwalu w Arco w dwóch konkurencjach; prowadzenia i wspinaczki na czas były traktowane jako Puchar Świata we wspinaczce sportowej 2017, Arco (ITA) (ang.  IFSC Climbing Worldcup (L, S) - Arco (ITA) 2017).

## Uczestnicy
Organizator festiwalu Rock Master’s do zawodów wspinaczkowych na sztucznych ścianach (Climbing Stadium Arco), zaprosił wspinaczy, których w finałach wystąpiło;
- po 7 uczestników – w boulderingu (każdej płci)[5],
- po 10 uczestników – w duelu[6].

W przypadku juniorów ilości wspinaczy, skalę trudności w poszczególnych konkurencjach ze względu na bezpieczeństwo wspinaczy były zróżnicowane

## Wyniki
Legenda
     * Konkurencje zawodów wspinaczkowych rozegrane tylko w ramach Rock Master zostały zaznaczone tym kolorem.
     * Zawodnicy (włoscy), organizatora zawodów zostali zaznaczeni tym kolorem.

### Prowadzenie
Zawody tej edycji Rock Master w prowadzeniu były rozgrywane jednocześnie jako Puchar Świata we wspinaczce sportowej 2017, Arco (ITA), dlatego też w kwalifikacjach do fazy finałowej w prowadzeniu wzięło udział 85 wspinaczy i 72 wspinaczek.
| Mężczyźni       | Mężczyźni          | Mężczyźni       |               | Kobiety              | Kobiety       | Kobiety |
| Miejsce         | Zawodnik           | Wynik           | Miejsce       | Zawodniczka          | Wynik         |         |
| --------------- | ------------------ | --------------- | ------------- | -------------------- | ------------- | ------- |
|                 |                    |                 |               |                      |               |         |
| złoto           | Jakob Schubert     | 390             | złoto         | Kim Ja-in            | 380           |         |
| srebro          | Adam Ondra         | 38+             | srebro        | Anne-Sophie Koller   | 380           |         |
| brąz            | Max Rudigier       | 38+             | brąz          | Janja Garnbret       | 32+           |         |
| 4.              | Yoshiyuki Ogato    | 34+             | 4.            | Julia Chanourdie     | 32+           |         |
| 5.              | Keiichiro Korenaga | 33+             | 5.            | Ashima Shiraishi     | 32+           |         |
| 6.              | Thomas Joannes     | 26+             | 6.            | Anak Verhoeven       | 31+           |         |
| 7.              | Hannes Puman       | 260             | 7.            | Jessica Pilz         | 31+           |         |
| 8.              | Alexander Megos    | 11+             | 8.            | Molly Thompson-Smith | 20+           |         |
| 9.              | Marcello Bombardi  |                 | 9.            | Tina Johnsen Hafsaas |               |         |
| 10.             | Romain Desgranges  |                 | 10.           | Margo Hayes          |               |         |
| Miejsca Polaków | Miejsca Polaków    | Miejsca Polaków | Miejsca Polek | Miejsca Polek        | Miejsca Polek |         |
|                 |                    |                 | 59.           | Monika Prokopiuk     | 17+           |         |

### Wspinaczka na czas
Zawody tej edycji Rock Master we wspinaczce na czas były rozgrywane jednocześnie jako Puchar Świata we wspinaczce sportowej 2017, Arco (ITA) dlatego też w kwalifikacjach do fazy finałowej przystąpiło 48 wspinaczy i 43 wspinaczek.
| Mężczyźni       | Mężczyźni          | Mężczyźni       |                           | Kobiety                   | Kobiety                   | Kobiety |
| Miejsce         | Zawodnik           | Wynik           | Miejsce                   | Zawodniczka               | Wynik                     |         |
| --------------- | ------------------ | --------------- | ------------------------- | ------------------------- | ------------------------- | ------- |
|                 |                    |                 |                           |                           |                           |         |
| złoto           | Władisław Deulin   | 6,020           | złoto                     | Anouck Jaubert            | 7,900                     |         |
| srebro          | Reza Alipour       | 5,960           | srebro                    | Julija Kaplina            | 7,840                     |         |
| brąz            | Ludovico Fossali   | 5,810           | brąz                      | Anna Cyganowa             | 8,300                     |         |
| 4.              | Danyjił Bołdyrew   | 6,510           | 4.                        | Anna Brożek               | 8,420                     |         |
| 5.              | Gianluca Zodda     | 6,280           | 5.                        | Aurélia Sarisson          | 8,400                     |         |
| 6.              | Leonardo Gontero   | 6,130           | 6.                        | Andrea Rojas              | 9,030                     |         |
| 7.              | Alessandro Santoni | 6,210           | 7.                        | Edyta Ropek               | 8,690                     |         |
| 8.              | Libor Hroza        | 6,130           | 8.                        | Klaudia Buczek            | 8,840                     |         |
| Miejsca Polaków | Miejsca Polaków    | Miejsca Polaków | Miejsca pozostałych Polek | Miejsca pozostałych Polek | Miejsca pozostałych Polek |         |
| 35.             | Marcin Dzieński    | 6,030           | 13.                       | Patrycja Chudziak         | 8,570                     |         |
| 45.             | Rafał Hałasa       | 7,010           | 26.                       | Natalia Wos               | 10,410                    |         |
|                 |                    |                 | 28.                       | Monika Prokopiuk          | 10,760                    |         |

### Bouldering i Duel
Konkurencje; boulderingu i duelu, rozegrane zostały wyłącznie w ramach zawodów Rock Master 2017.
| Bouldering |                    |         |                    |         |
| Mężczyźni  | Mężczyźni          |         | Kobiety            | Kobiety |
| Miejsce    | Kraj / Zawodnik    | Miejsce | Kraj / Zawodniczka |         |
|            |                    |         |                    |         |
| złoto      | Chon Jong-won      | złoto   | Alex Puccio        |         |
| srebro     | Gabriele Moroni    | srebro  | Staša Gejo         |         |
| brąz       | Aleksiej Rubcow    | brąz    | Katja Kadič        |         |
| 4.         | Jan Hojer          | 4.      | Anna Stöhr         |         |
| 5.         | Keita Watabe       | 5.      | Aya Onoe           |         |
| 6.         | Michael Piccolruaz | 6.      | Giorgia Tesio      |         |
| 7.         | Jernej Kruder      |         |                    |         |

| Duel      |                    |         |                      |         |
| Mężczyźni | Mężczyźni          |         | Kobiety              | Kobiety |
| Miejsce   | Kraj / Zawodnik    | Miejsce | Kraj / Zawodniczka   |         |
|           |                    |         |                      |         |
| złoto     | Adam Ondra         | złoto   | Julia Chanourdie     |         |
| srebro    | Marcello Bombardi  | srebro  | Janja Garnbret       |         |
| brąz      | Jakob Schubert     | brąz    | Molly Thompson-Smith |         |
| 4.        | Keiichiro Korenaga | 4.      | Anak Verhoeven       |         |
| 5.        | Stefano Ghisolfi   | 5.      | Yūka Kobayashi       |         |
| 6.        | Hannes Puman       | 6.      | Mathilde Becerra     |         |
| 7.        | Yoshiyuk Ogata     | 7.      | Kim Ja-in            |         |
| 8.        | Thomas Joannes     | 8.      | Ashima Shiraishi     |         |
| 9.        | Alexander Megos    | 9.      | Tina Johnsen Hafsaas |         |
| 10.       | Max Rudigier       | 10.     | Laura Rogora         |         |